# Julián Pastor
Pour les articles homonymes, voir Pastor.
Julián Pastor, né le 18 octobre 1943 à Mexico, et mort dans cette ville le 24 août 2015 est un acteur, réalisateur, scénariste et producteur mexicain de courts et longs métrages pour le cinéma et la télévision. Sa carrière prolifique lui a permis de s'exprimer dans divers genres, du documentaire à la comédie en passant par l'horreur.

## Biographie
Il est né à México, fils d’exilés espagnols de la guerre civile et petit-fils du leader minier asturien Manuel Llaneza (1879-1931). Il a étudié à l'Academia Hispano Mexicana, puis a suivi des cours de dessin, de peinture et d'art de la scène à l'école de Robin Bond. Il a étudié l'architecture à l'UNAM, mais l'a peu après abandonné pour se consacrer à sa véritable passion: le cinéma et les arts visuels. Il a étudié le cinéma à l'Université de Californie du Sud, ainsi que le théâtre auprès de grands maîtres tels que Seki Sano, Hector Mendoza et Juan José Gurrola.
Il a fait ses débuts en tant qu'acteur professionnel en 1962 dans la mise en scène Los posadas, où il a également travaillé comme assistant du scénographe Roger Van Gunten. Il était l'annonceur de Radio UNAM en 1964 et la même année, il faisait ses débuts au cinéma dans le film Dans cette ville, il n'y a pas de voleurs, auxquels ils ajoutent une longue liste de films parmi lesquels: Patsy, mon amour, Les souvenirs de l'avenir , La veuve blanche, Les perturbés, Ces années, Longue route vers Tijuana, Début et fin, Le colonel n’a personne pour écrire et La vierge de la luxure, parmi beaucoup d’autres. En Espagne, il a joué aux côtés de Lola Flores dans Una señora estupendo (1967) et à Porto Rico dans La gran fiesta (1985).
En tant que réalisateur, il fait ses débuts en 1970 avec le film La Justicia a douze ans. Sa trajectoire en tant que réalisateur est tout aussi vaste, car elle comprend des cassettes comme: La venue du roi Olmos, L'amour désespéré tant attendu, La Divine Caste, Ces ruines que vous voyez, Le héros inconnu, Le portrait d'Anabella, Les bonnes habitudes et Le trésor de Clotilde Il a été nommé pour le prix Ariel du meilleur réalisateur pour son travail dans The Small Privileges et Die at the Dawn.
Il a écrit les arguments originaux de films comme The coming of King Olmos (pour lequel il a été nommé à l'Ariel pour le meilleur argument original); Nouvelles options, Les petits privilèges, La fuite de la cigogne et Une femme de métier.
Il s'est également aventuré dans l'activité syndicale et d'auteur: il a été fondateur et secrétaire général de la Guilde des réalisateurs de film (section des réalisateurs du STPC) de 1986 à 1999. Il a également été secrétaire de la Société mexicaine des œuvres audiovisuelles de 1990 à 2005. 
À la télévision, elle a été exceptionnelle dans le jeu d'acteur et la mise en scène, elle a dirigé les feuilletons Ardiente secreto (adaptation de Jane Eyre de Charlotte Brontë), Marisol et Bajo la misma piel. En Espagne, il a dirigé El secreto (2001) pour RTVE et Europroducciones et El pasado es mañana (2005) pour Starline et Telecinco. Il s’est distingué comme acteur dans des feuilletons. L’amour a le visage d’une femme, le portrait d’une famille, des gens bien et je ne vous oublierai jamais.
Au théâtre, il a travaillé comme acteur dans The Possessed (1962) de Dostoïevski, White Forest (Dylan Thomas) (1967), The Blass Assassins de Héctor Mendoza dirigé par Julio Castillo (1968), Le balcon de Jean Genet dirigé par Georges Lavaudant (1986), El Gesticulador (2010), La mort d'un voyageur (2012), L'extinction des dinosaures (2013), La dernière rencontre de Sándor Márai (2015), etc.
En tant que metteur en scène de théâtre, Lou Andreas Salomé (1984), Raptóla, viola y matóla (Alejandro Licona) (1988), Quelles comédies devinez-vous (d'après Carballido, Argüelles, H. Azar, A. Licona, J. Patiño) (1989) , Le présumé coupable (Malú Huacuja del Toro) (1995) Sans seins, pas de paradis (2011), Le club des aides (2013), La dernière réunion (2015), entre autres. Il a écrit le livret du spectacle de cabaret Literary Musical Evening et l'a dirigé de 1978 à 1995, année au cours de laquelle il s'est produit au Bar Guau à Mexico.
Il est décédé le 24 août 2015 à l'âge de 71 ans, comme annoncé par la Société mexicaine des administrateurs.

## Filmographie

### Comme réalisateur
(c) : court métrage (d) : documentaire (tv) : série télévisée
- 1973 : Sesquicentenario del H. colegio militar (d) (c)
- 1973 : Expocisión del colegio militar (d) (c)
- 1973 : La justicia tiene doce años
- 1974 : Mujeres de México (d) (c)
- 1974 : Romero solo  (d) (c)
- 1974 : Mujeres mexicanas (d) (c)
- 1974 : Exposición: En México la mejor inversión (d) (c)
- 1974 : Memoria de una exposición (d) (c)
- 1975 : Nuevas opciones (d) (c)
- 1975 : Embajada al Caribe (d) (c)
- 1975 : La venida del rey Olmos
- 1976 : El esperado amor desesperado
- 1977 : La casta divina
- 1978 : Ardiente secreto (tv)
- 1978 : Los pequeños privilegios
- 1979 : Noche de muertos (d) (c)
- 1979 : Siglo y medio de lealtad (d) (c)
- 1979 : Estas ruinas que ves
- 1979 : El vuelo de la cigüeña
- 1980 : Morir de madrugada
- 1981 : El héroe desconocido
- 1986 : Chiquita pero picosa
- 1986 : Hora Marcada (tv)
- 1986 : Orinoco
- 1987 : El retrato de Anabella (c)
- 1987 : Macho y hembras
- 1987 : Los fantasmas que aman demasiado
- 1987 : Pasa en las mejores familias
- 1987 : Carta de un sobrino (c)
- 1989 : Violencia a sangre fria (tv)
- 1990 : Las buenas costumbres
- 1991 : Mujer de cabaret
- 1992 : Cómodas mensualidades
- 1994 : Las delicias del matrimonio
- 1994 : El tesoro de Clotilde
- 1996 : Marisol (tv)
- 2001 : El secreto (tv)
- 2003 : Bajo la misma piel (tv)

### Comme acteur
(tv) : série télévisée
- 1965 : En este pueblo no hay ladrones d'Alberto Isaac
- 1966 : Una señora estupenda d'Eugenio Martín
- 1966 : Sólo para tí d'Icaro Cisneros
- 1967 : Amor en el desierto d'Enrique Rambal (tv)
- 1967 : Frontera d'Ernesto Alonso (tv)
- 1967 : Rocambole d'Antonio Fernández (tv)
- 1967 : La muerte es puntual de Sergio Véjar
- 1967 : Arrullo de Dios d'Alfonso Corona Blake
- 1967 : El mundo loco de los jóvenes de José María Fernández Unsáin
- 1968 : Muchachas, muchachas, muchachas de José Díaz Morales
- 1968 : Los adolescentes d'Abel Salazar
- 1968 : Ensayo de una noche de bodas de José María Fernández Unsáin
- 1969 : Almohada para tres de Francisco del Villar
- 1969 : No creo en los hombres d'Ernesto Alonso (tv)
- 1969 : Lauro Puñales de René Cardona
- 1969 : Santa d'Emilio Gómez Muriel
- 1969 : Los recuerdos del porvenir d'Arturo Ripstein
- 1969 : Primera comunión d'Alberto Mariscal
- 1969 : Patsy, mi amor de Manuel Michel
- 1969 : Las impuras d'Alfredo B. Crevenna
- 1970 : Tres noches de locura de José María Fernández Unsáin et Rafael Portillo (en)
- 1970 : Matrimonio y sexo d'Alberto Mariscal
- 1970 : Flor de durazno d'Emilio Gómez Muriel
- 1970 : La viuda blanca de Carlos Lozano Dana
- 1971 : El amor tiene cara de mujer de Fernando Wagner (tv)
- 1971 : Siempre hay una primera vez (segment Gloria) de Guillermo Murray
- 1971 : Para servir a usted de José Estrada
- 1971 : El juicio de los hijos d'Alfredo B. Crevenna
- 1971 : El jardín de tía Isabel de Felipe Cazals
- 1971 : Las reglas del juego de Mauricio Walerstein
- 1972 : Los perturbados de Fernando Durán Rojas
- 1972 : Los Ángeles de la tarde de José Díaz Morales
- 1973 : Aquellos años de Felipe Cazals et Mario Llorca
- 1973 : El hombre y la bestia de Julián Soler
- 1974 : Peregrina de Mário Hernández et Mario Hernández
- 1975 : Un amor extraño de Tito Davison
- 1975 : Más negro que la noche de Carlos Enrique Taboada
- 1976 : Actas de Marusia de Miguel Littín
- 1977 : Maten al león de José Estrada
- 1977 : Vacaciones misteriosas de Héctor Ortega
- 1978 : Ce lieu sans limites d'Arturo Ripstein
- 1979 : Cadena perpetua d'Arturo Ripstein
- 1979 : Adriana del Rio, actriz d'Alberto Bojórquez
- 1985 : La gran fiesta de Marcos Zurinaga
- 1987 : Herencia maldita de Carlos García Agraz
- 1990 : Vengeance de Tony Scott
- 1990 : La sombra del ciprés es alargada de Luis Alcoriza
- 1991 : Camino largo a Tijuana de Luis Estrada
- 1991 : Mujer de cabaret de lui-même
- 1991 : Bandidos de Luis Estrada
- 1992 : Polvora en la piel
- 1992 : Cómodas mensualidades de lui-même
- 1992 : La tarea prohibida de Jaime Humberto Hermosillo
- 1993 : Kino de Felipe Cazals
- 1993 : Extraños caminos d'Alfonso Corona
- 1993 : Principio y fin d'Arturo Ripstein
- 1993 : Fray Bartolomé de las Casas de Sergio Olhovich
- 1994 : Juana la Cubana de Raúl Fernández
- 1995 : Retrato de familia de Francisco Franco (tv)
- 1996 : Tres minutos en la oscuridad de Pablo Gómez Sáenz
- 1997 : Gente bien de Francisco Franco et Alfredo Gurrola  (tv)
- 1997 : Un baúl lleno de miedo de Joaquín Bissner
- 1999 : En un claroscuro de la luna de Sergio Olhovich
- 1999 : Nunca te olvidaré d'Adriana Barraza et Sergio Jiménez (es) (tv)
- 1999 : Pas de lettre pour le colonel (El coronel no tiene quien le escriba) d'Arturo Ripstein
- 2001 : La vierge de la luxure d'Arturo Ripstein
- 2002 : Salomé de Sergio Jiménez (es) (tv)
- 2007 : Cañitas. Presencia de Julio Cesar Estrada

### Comme scénariste
- 1971 : Para servir a usted de José Estrada
- 1975 : Nuevas opciones de lui-même
- 1975 : La venida del rey Olmos de lui-même
- 1978 : Los pequeños privilegios de lui-même
- 1979 : El vuelo de la cigüeña de lui-même
- 1995 : Una mujer con oficio de Ramiro Meléndez

### Comme producteur
Julián Pastor est producteur de trois de ses films :
- 1973 : Sesquicentenario del H. colegio militar
- 1974 : Romero solo
- 1979 : Noche de muertos

### Comme monteur
Julián Pastor est crédité monteur de quatre de ses films :
- 1973 : Expocisión del colegio militar
- 1974 : Romero solo
- 1987 : Macho y hembras
- 1990 : Las buenas costumbres

### Comme cadreur
- 2003 : Bajo la misma piel (TV)

## Récompenses et distinctions

### Nominations
- 1977 : nomination pour l'Ariel du Meilleur Acteur dans Los pequeños privilegios